# 吉川勇次
吉川 勇次（よしかわ ゆうじ、1915年1月20日 - 1977年2月6日）は、日本のヤクザ。暴力団三代目山口組若頭補佐、初代吉川組組長。三重県度会郡出身。

## 来歴
大正4年（1915年）三重県度会郡に生まれた。
大正8年（1919年）、兵庫県神戸市に移住した。
昭和6年（1931年）、神戸二中（後の兵庫県立兵庫高等学校）に入学した。田岡一雄（後の三代目山口組組長）らと喧嘩を繰り返した。その後、父親の病死で神戸二中を中退した
昭和20年（1945年）終戦後、田岡一雄と再会した。
同年、田岡が神戸市兵庫区下沢通りで田岡組を作った。吉川勇次も田岡組に参加した。戦後の混乱で警察力は弱体化していた。田岡は、街や闇市の警備のために、神戸市新開地の「花月劇場を本拠地に「自警団」を結成し、闇市への不良在日外国人の干渉を排除した。
昭和21年（1946年）7月、山口組舎弟会が開かれた。山口登の若衆だった藤田仙太郎が、山口組三代目に、田岡一雄を提案した。舎弟頭・森川盛之助、舎弟・湊芳次ら全員が田岡一雄の山口組三代目就任に賛成した。これにより、田岡は山口組三代目に内定した。
同年10月13日、田岡一雄の山口組三代目襲名式が、神戸市・新開地の食堂「ハナヤ食堂」で行われた。参加者は10人程度だった。
同年10月17日、神戸市生田区相生町の料亭「三輪」で披露宴を行った。山口組三代目の初代若頭には、山田久一が就任した。このとき、岡精義は田岡一雄の若衆（後に舎弟）となった。田岡一雄からの最初の盃を、吉川勇次が受けた。このとき、組員は、先代の舎弟6人、先代の若衆14人、田岡一雄の直系若衆13人だった。森川盛之助や湊芳次が、田岡の舎弟となった。安原武夫（後の三代目山口組七人衆）、安原政雄（後の三代目山口組若頭）の兄弟は、田岡の若衆となった。吉川の子分だった大川覚、北山悟、平松資夫らも田岡から盃を与えられた。
昭和38年（1963年）12月13日 、 山口組「御事始」の席で若頭補佐を新設した。吉川勇次、山本健一、菅谷政雄、梶原清晴が若頭補佐に任命された。
同年、国鉄三宮駅前に、地下街「さんちかタウン」が建設されることが決まった。山本健一が、さんちかタウンの工事の用心棒を請け負うことになった。まもなく、山本健一は逮捕され、収監された。吉川勇次と地道行雄が、さんちかタウンの用心棒を、山口組直轄で行うようにした。地道行雄は、岡精義を通じて、さんちかタウンの建設を請け負った建設会社から、用心棒代を出させた。これが、後に田岡一雄に対する第一次頂上作戦の突破口となった。
昭和39年（1964年）1月 、「暴力取締対策要綱」が設置された。
同年2月、警視庁が「組織暴力犯罪取締本部」を設置し、暴力団全国一斉取締り（第一次頂上作戦」）を開始した。
同年3月26日、警察庁は改めて広域10大暴力団を指定した。10大暴力団は、神戸・山口組、神戸・本多会、大阪・柳川組、熱海・錦政会、東京・松葉会、東京・住吉会（会長は磧上義光）、東京・日本国粋会、東京・東声会、川崎・日本義人党（党首は高橋義人）、東京・北星会だった。

昭和40年（1965年）、山口組に対する第1次頂上作戦が本格化した。
昭和51年（1976年）4月、吉川勇次、山本健一、小田秀臣ら山口組幹部8人は資本金6千万でビル管理を主業務とする「東洋信用実業」を設立し、役員となった。東洋信用実業は、「山口組会館」（後の四代目山口組本部）を建設した。また、それまで山口組幹部が田岡一雄の名代として使う慶弔の費用は、田岡から出ていたが、上納金（山口組会費）から出すようにした。また、山口組若頭補佐が山口組幹部名で出す慶弔の費用も、上納金から出すようにした。
同月、田岡一雄は、菅谷政雄の謹慎を解くことを、山本健一に指示した。菅谷政雄は、若頭補佐を解任され、筆頭若衆に降格となった。
昭和52年（1977年）2月6日、死去。

## 吉川勇次関連の映画・オリジナルビデオ
- 『三代目襲名』（1974年、東映）、吉川勇次役は、待田京介